# فرنسيسكو رودريغيز (مجدف)
فرنسيسكو رودريغيز هو مجدف كوبي، ولد في 19 مايو 1953.

## وصلات خارجية
- فرنسيسكو رودريغيز على موقع الاتحاد الدولي للتجديف (الإنجليزية)
- فرنسيسكو رودريغيز على موقع اللجنة الأولمبية الدولية (الإنجليزية)
- فرنسيسكو رودريغيز على موقع أوليمبيديا (الإنجليزية)